# Új-kaledóniai labdarúgó-bajnokság (első osztály)
A New Caledonia Super Ligue az Új-kaledóniai labdarúgó-bajnokságok legmagasabb osztályának elnevezése. 1962-ben alapították és 16 csapat részvételével zajlik. A bajnok az OFC-bajnokok Ligájában indulhat.

## A 2016-os bajnokság résztvevői
- AS Belep
- AS Horizon Patho
- AS Lössi
- AS Magenta
- AS Mont-Dore
- AS Pondimie
- AS Wetr
- AS USC
- Gaïtcha FCN (Nouméa)
- Hienghène Sport
- SC Ne Drehu
- Tiga Sport

## Az eddigi bajnokok
Champions so far are:
| - 1950: Impassible - 1951: Impassible - 1952: Indépendante - 1953: Impassible - 1954: Indépendante - 1955: Ismeretlen - 1956: Impassible - 1957: PLGC - 1958: PLGC - 1959: PLGC - 1960: Impassible - 1961: Ismeretlen - 1962: USC Nouméa - 1963: USC Nouméa - 1964–77: Ismeretlen - 1978: Gélima Canala bt AS Lössi (Nouméa) - 1979–83: Ismeretlen - 1984: AS Frégate (Mont-Dore) 3–0 AS Païta - 1985: AS Kunié 1–1 CA Saint-Louis (3–2, b.u.) - 1986–92: Ismeretlen - 1993: Wé Luécilla bt AS Magenta Le Nickel - 1994: JS Baco (Koné) bt AS Magenta Le Nickel | - 1995: JS Baco (Koné) bt JS Traput (Lifou) - 1996: JS Traput (Lifou) bt JS Baco (Koné) - 1997: JS Baco (Koné) 2–1 CA Saint-Louis - 1998: AS Poum 4–2 JS Traput (Lifou) - 1999: Gaïtcha FCN (Nouméa) 2–2 AS Auteuil (Nouméa) (4–3, b.u.) - 2000: JS Baco (Koné) 1–0 JS Traput (Lifou) - 2001: JS Baco (Koné) 1–0 AS Mont-Dore - 2002: AS Mont-Dore 2–2 JS Baco (Koné) (4–3, b.u.) - 2002–03: AS Magenta (Nouméa) 5–3 JS Baco (Koné) (h.u.) - 2003–04: AS Magenta (Nouméa) 3–1 AS Mont-Dore - 2004–05: AS Magenta (Nouméa) 3–2 AS Mont-Dore - 2005–06: AS Mont-Dore - 2006–07: JS Baco (Koné) bt AS Lössi (Nouméa) - 2007–08: AS Magenta (Nouméa) bt AS Mont-Dore - 2008–09: AS Magenta (Nouméa) bt AS Mont-Dore - 2009: AS Magenta (Nouméa) bt Hienghène Sport - 2010: AS Mont-Dore bt AS Magenta (Nouméa) - 2011: AS Mont-Dore - 2012: AS Magenta - 2013: Gaïtcha FCN - 2014: AS Magenta - 2015: AS Magenta |

- h.u. – hosszabbítás után
- b.u. – büntetők után

## Külső hivatkozások
- Információk az RSSSF honlapján
- Információk Archiválva 2016. április 4-i dátummal az Archive.is-en a FIFA honlapján